# Штутгарт (аэропорт)
Аэропорт Штутгарт (нем. Flughafen Stuttgart (ранее нем. Flughafen Stuttgart-Echterdingen)) (ИАТА: STR, ИКАО: EDDS) — международный аэропорт, расположенный приблизительно в 12 км к югу от города Штутгарта, Германия.
Аэропорт находится на границе между соседним городом Лайнфельден-Эхтердинген, Фильдерштадт и непосредственно Штутгартом. Является шестым по важности аэропортом в Германии и главным аэропортом земли Баден-Вюртемберг с пассажирооборотом 9 735 087 в 2012 году.
Аэропорт также важный центр для немецких бюджетных авиакомпаний Germanwings и TUIfly и является глобальным штабом для компании автомобильной парковки APCOA.
В 2007 году Штутгартская торговая ярмарка (Stuttgart Trade Fair) была девятым крупнейшим выставочным центром в Германии и была перемещена на территорию непосредственно рядом с аэропортом, тем самым поднимая престиж аэропорта.

## История
Аэропорт был построен в 1939 году, чтобы заменить аэропорт Боблинген (Böblingen). Проект был подготовлен архитектором Эрнстом Загебилем. В 1945 году ВВС США приняли управление аэропортом, и американская армия все ещё поддерживает базу вертолётов на южной стороне аэропорта, которая делит аэропорт с государственной полицией земли Баден-Вюртемберг.
Полицейское вертолётное депо подпадает под контроль Штутгартского полицейского управления и имеет шесть современных вертолётов, базируемых в Штутгарте и два в аэропорту Baden Airpark. В 1948 году аэропорт был возвращён немецким властям.
Аэропорт был расширен после Второй мировой войны. Взлётно-посадочная полоса была удлинена до 1 800 метров в 1948, затем до 2 250 метров в 1961 году и наконец до 3 345 метров в 1996 году.
Терминал 1938 года был наконец заменён в 2004 году и теперь состоит из четырёх терминалов с максимальной способностью пропуска приблизительно 12 миллионов пассажиров.

## Расширение
Политические деятели, градостроители и жители, живущие около аэропорта спорили в течение многих лет о строительстве второй взлётно-посадочной полосы. Однако, 25 июня 2008 года премьер-министр Гюнтер Эттингер объявил, что в течение следующих 8-12 лет никакая вторая взлётно-посадочная полоса не будет построена и что ограничения для ночных полётов остаются в силе.

## Авиакомпании и направления

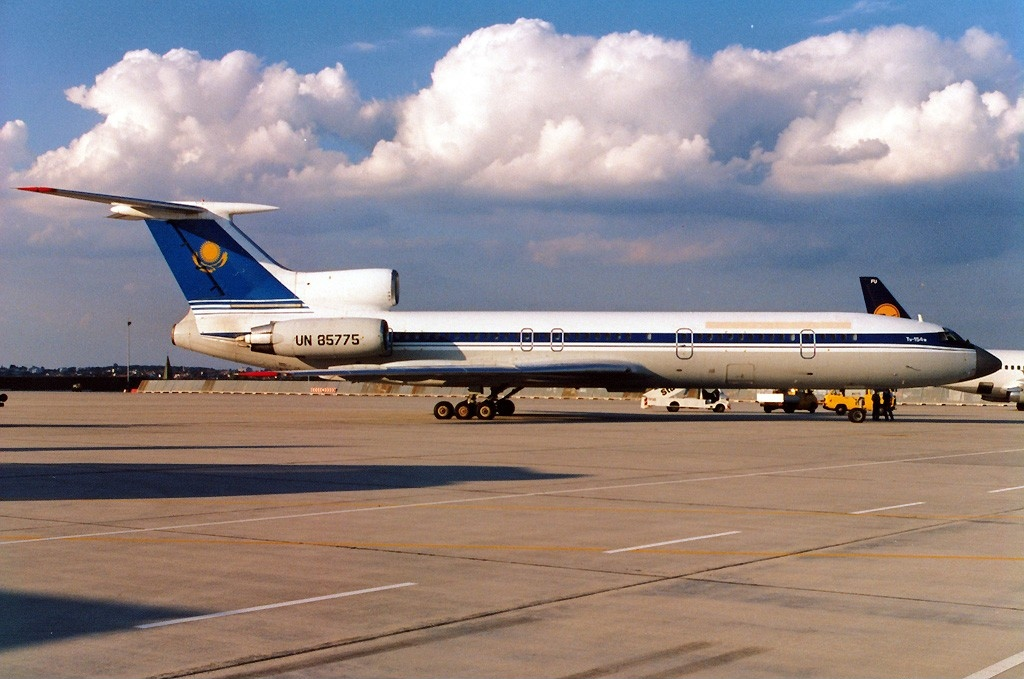
«Ту-154М» авиакомпании «Эйр Казахстан» в аэропорту Штутгарта, 1997 год

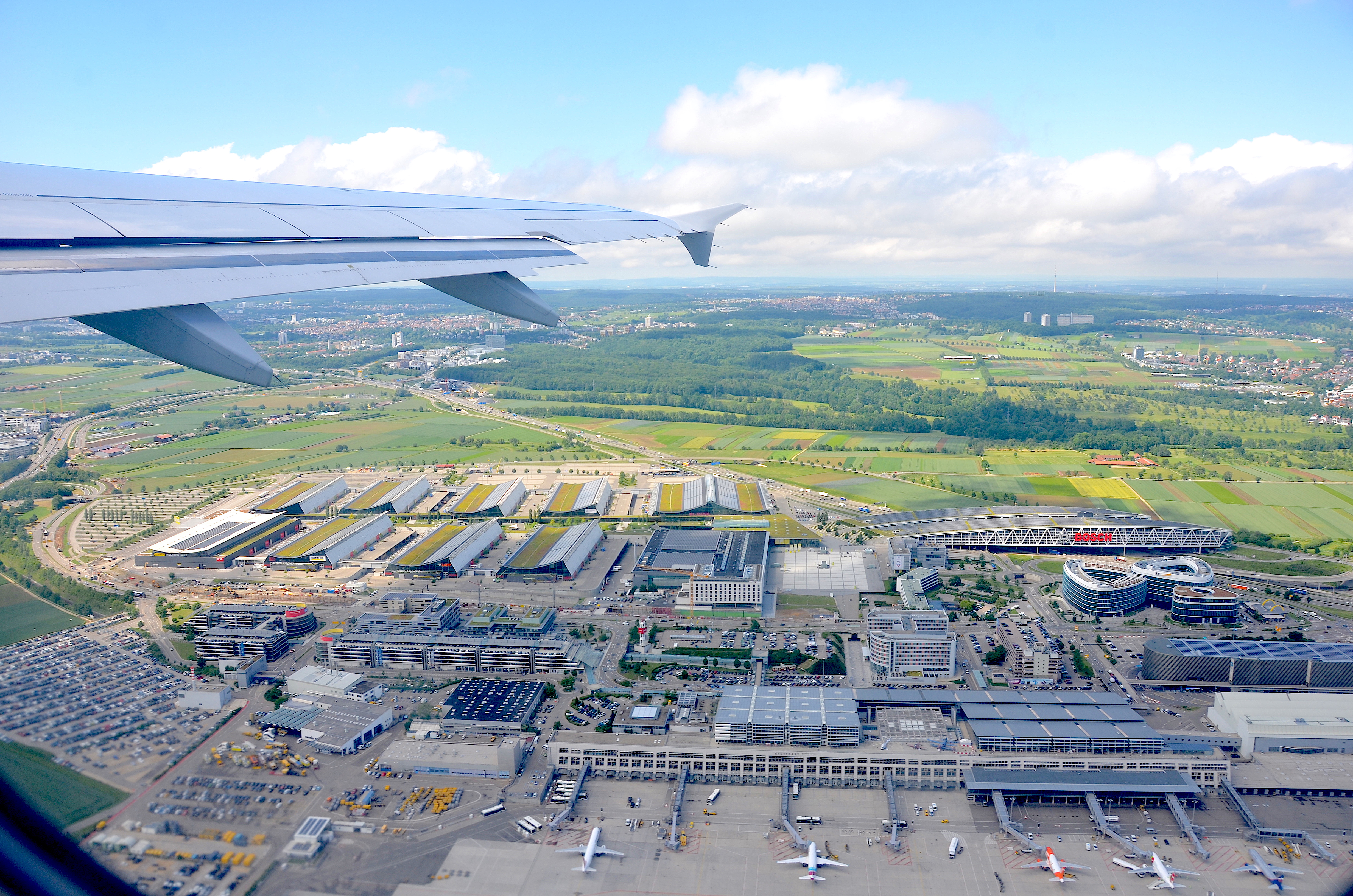
Штутгартского аэропорта и конференц-центр

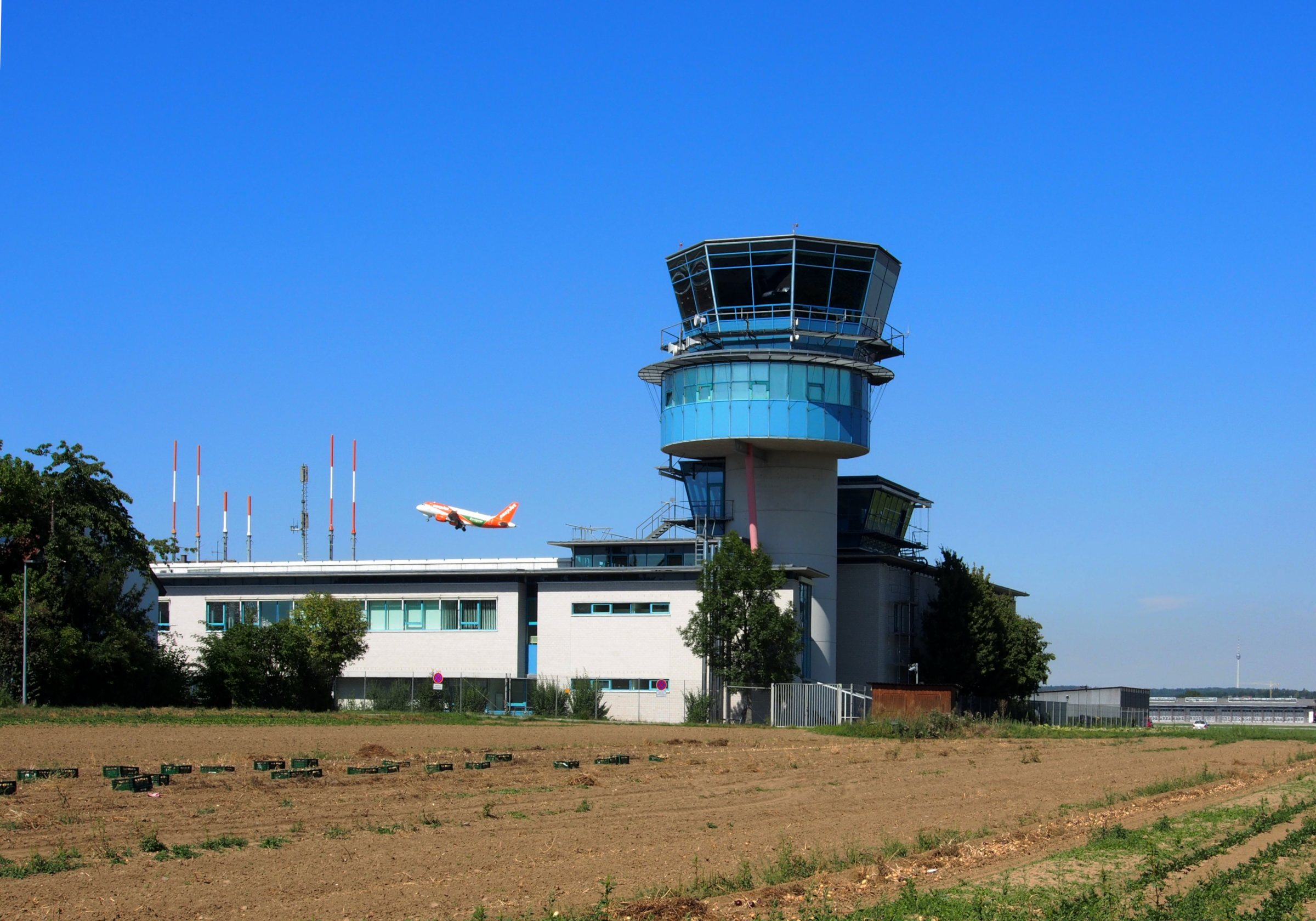
КДП аэропорта Штутгарта и EasyJet

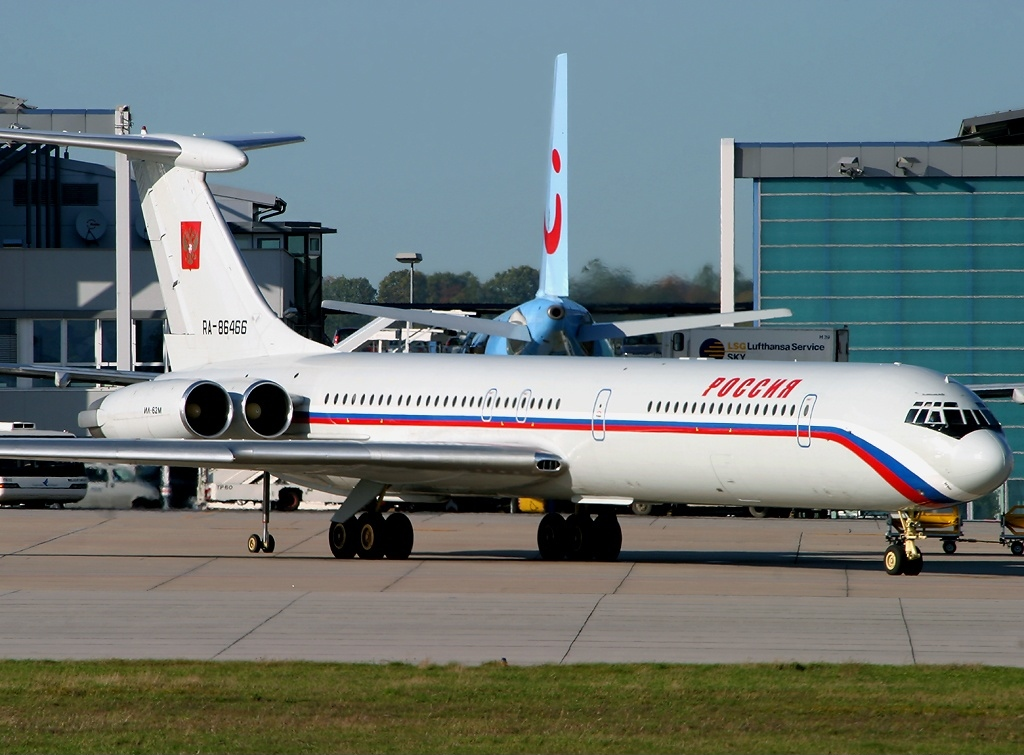
Ил-62 СЛО „Россия“ в аэропорту Штутгарта
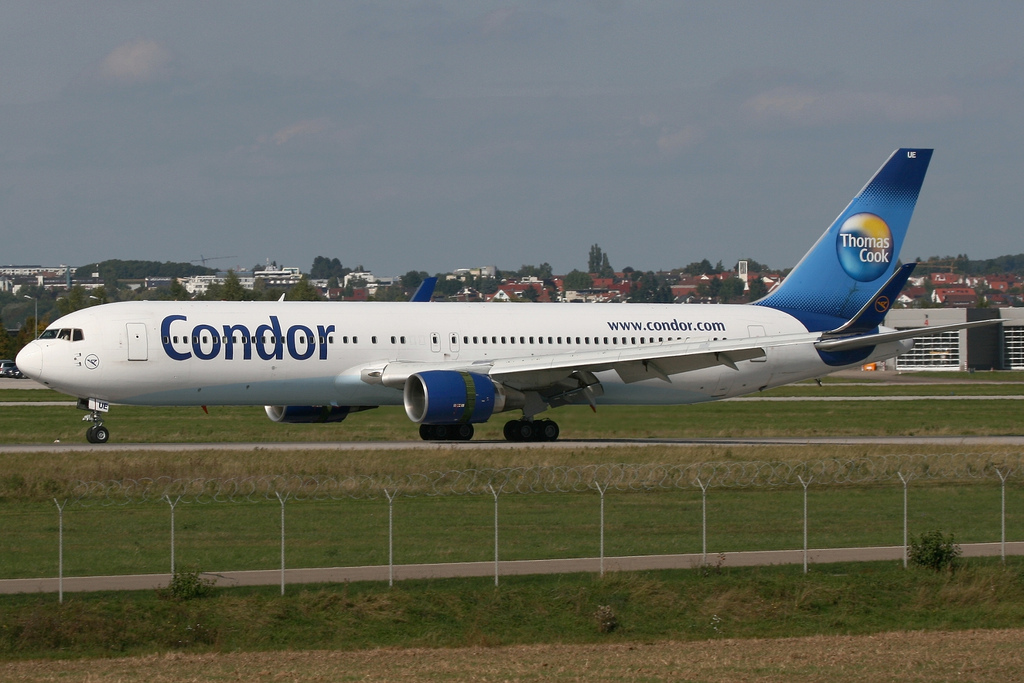
Boeing 767-300 Condor в аэропорту Штутгарта
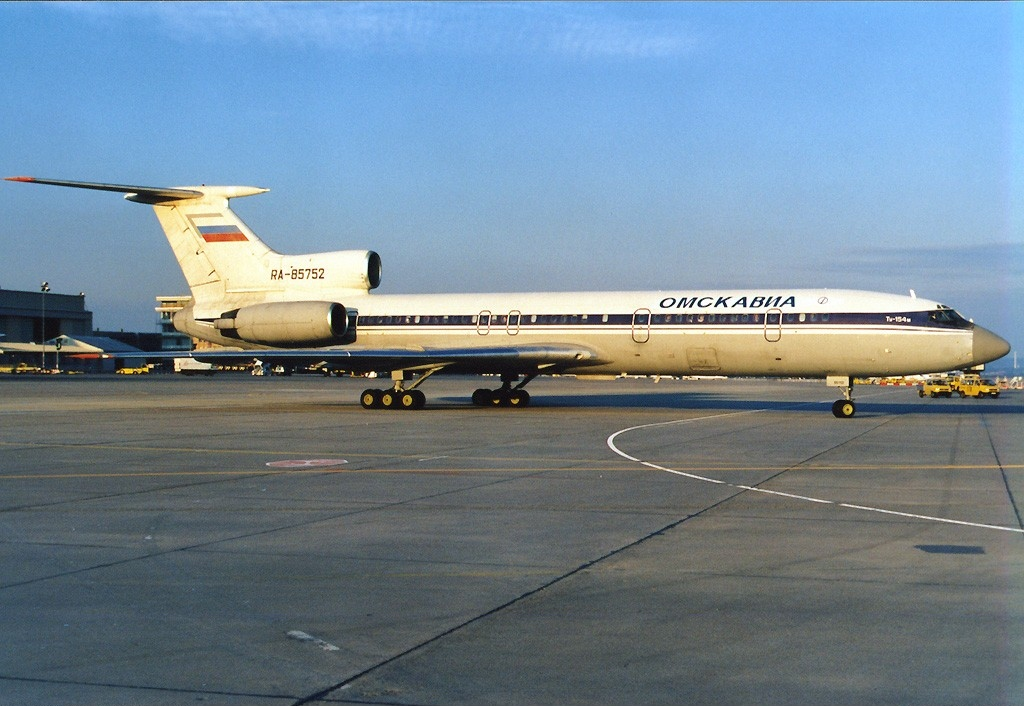
Ту-154М Омскавиа в аэропорту Штутгарта
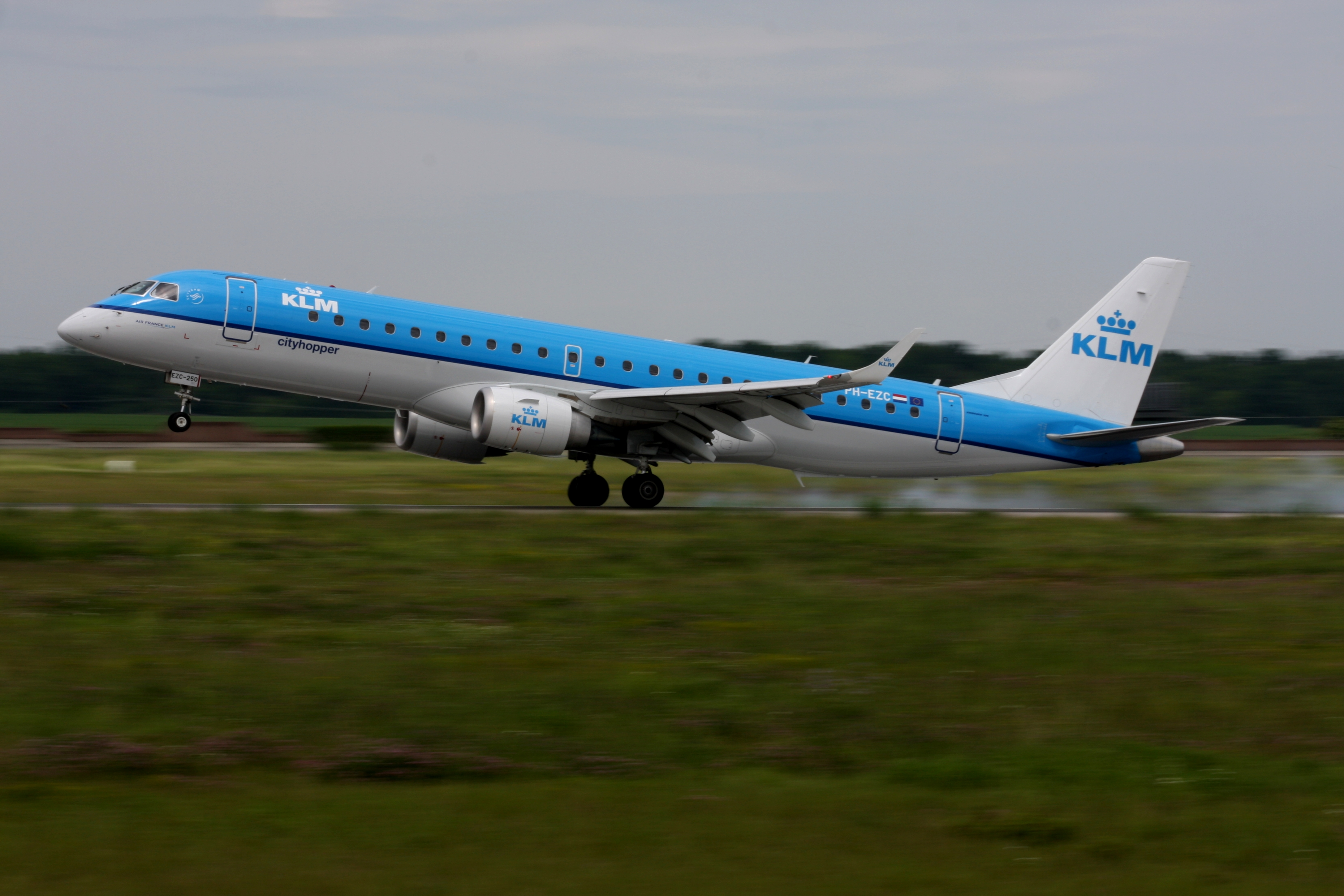
Embraer 190 KLM Cityhopper в аэропорту Штутгарта
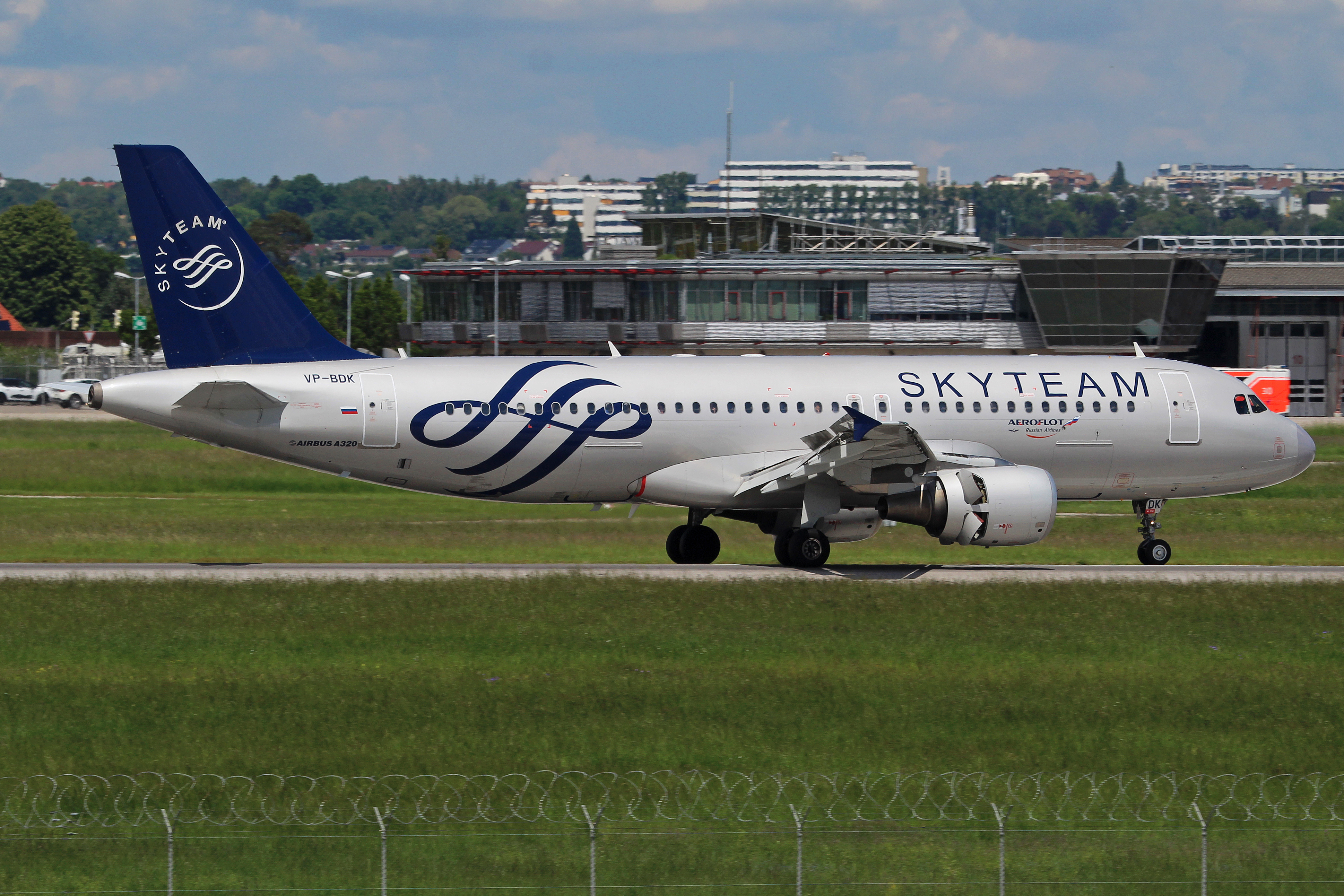
Airbus A320 Аэрофлот в аэропорту Штутгарта

## Общественный транспорт
Добраться до Штутгартского аэропорта можно в течение 30 минут от центральной железнодорожной станции города Stuttgart Hauptbahnhof, используя пригородную железную дорогу (Stuttgart S-Bahn) линию S2 или S3. Аэропорт находится прямо рядом с автострадой A8, которая соединяет города Карлсруэ, Штутгарт и Мюнхен.
Большая автостоянка, принадлежащая Штутгартской торговой ярмарке, охватывает Автостраду A8, приводящую к аэропорту.

## Авиапроисшествия и инциденты
- 19 января 2010 года, самолёт авиакомпании BinAir 19-местный, герметичный, двойной турбовинтовой авиалайнер «Swearingen SA-227-C Metro, D-CKPP» был повреждён, когда правое основное шасси разрушилось при приземлении.